# The Lancet
The Lancet (av engelskans lancet, 'lansett') är en brittisk medicinsk tidskrift som ges ut av Lancet Publishing Group. Sedan 1995 är Richard Horton chefredaktör. Tidskriften anses som mycket betydande för publicering av allmänmedicinska rön.
Det finns även speciella upplagor om nischämnen, till exempel The Lancet Neurology (om neurologi), The Lancet Oncology (om onkologi) och The Lancet Infectious Diseases (om smittsamma sjukdomar).

## Macchiariniaffären
The Lancet publicerade 2011 och 2012 två artiklar om Paolo Macchiarinis transplantationer av konstgjorda strupar, vilka 2017 drogs tillbaka efter det att Karolinska Institutets rektor Ole Petter Ottersen beslutat att de innehöll forskningsfusk. Den mest uppmärksammade artikeln var den i november 2001 publicerade artikeln. The Lancet underlät därefter att informera om misstankar om forskningsfusk fram till hösten 2015, då tidskriften i en notis skrev att inget fusk förelegat och att Bengt Gerdins utredning var bristfällig.
The Lancet drog I juli 2018 in de två aktuella artiklarna av Paolo Macchiarini med flera.